# Hörnchenbeutler
Der Hörnchenbeutler (Gymnobelideus leadbeateri) ist eine Beuteltierart aus der Familie der Gleitbeutler (Petauridae). Trotz seiner Verwandtschaft zu dieser Gruppe besitzt er keine Gleitmembranen, er ähnelt in seinem Äußeren den Hörnchen (Sciuridae).

## Verbreitung und Lebensraum
Hörnchenbeutler bewohnen ein kleines, rund 3500 km² großes Gebiet zwischen Melbourne und dem Alpine-Nationalpark im australischen Bundesstaates Victoria. In einer Höhe von 1200 Metern kommen sie in einem von Myrtengewächsen dominierten Sekundärwald mit einem etwa 15 bis 50 Jahre alten Baumbestand und mehr als vier alten, großen Urwaldriesen pro Hektar vor. Häufige Baumarten in dieser Höhe sind Schnee-Eukalyptus (Eucalyptus pauciflora) und Riesen-Eukalyptus (E. regnans), E. camphora, E. delegatensis und E. nitens. Im dichten Unterholz wachsen Akazien. Im Yellingbo Nature Conservation Reserve leben die Tiere unter anderem in offenen Wäldern mit Eucalyptus fulgens, E. obliqua und Pfefferminz-Eukalyptus (E. radiata), sowie in zwei Typen von galeriewäldern, einem mit Rutenförmigem Eukalyptus (E. viminalis) und Acacia melanoxylon als Unterholz und einem anderen mit Südseemyrte (Leptospermum scoparium), Leptospermum continentale, L. lanigerum, Erikablättriger Myrtenheide (Melaleuca ericifolia) und Melaleuca squarrosa.

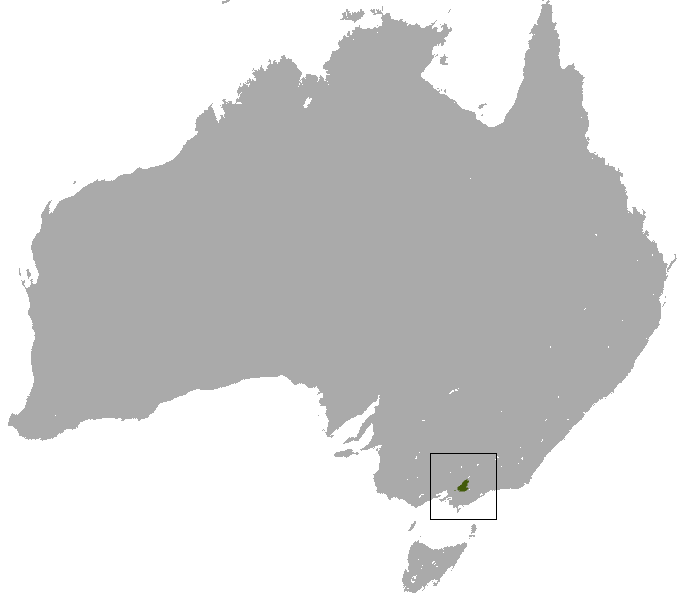
Verbreitungskarte des Hörnchenbeutlers

## Beschreibung
Das Fell dieser Tiere ist an der Oberseite grau bis graubraun gefärbt und weist einen schwarzen Rückenstreifen auf, die Unterseite ist hell cremefarben. Zwei weitere schwarze Streifen ziehen sich im Gesicht von den Augen zu den Ohren. Diese Tiere erreichen eine Kopfrumpflänge von 15 bis 17 Zentimeter und ein Gewicht von 100 bis 170 Gramm. Der buschige Schwanz, der nicht zum Greifen verwendet werden kann, wird 15 bis 18 Zentimeter lang. Er ist keulenförmig und hinten breiter als an der Basis.

## Lebensweise
Hörnchenbeutler sind nachtaktive Baumbewohner, die ihr Nest etwa eine viertel Stunde nach Sonnenuntergang verlassen. Als Nestplatz verwenden sie Höhlen in sehr großen lebenden oder abgestorbenen Eukalyptusbäumen, was hohe Ansprüche an ihren Lebensraum stellt. Die Nester werden mit Baumrinde ausgepolstert. Sie verbringen fast drei Viertel ihrer Zeit im Nest.
Hörnchenbeutler leben in kleinen Gruppen von zwei bis zwölf Tieren zusammen, die aus einem monogamen Paar und ihrem kleinen und erwachsenen, sich aber noch nicht fortpflanzendem Nachwuchs bestehen. Eine Gruppe bewohnt ein Territorium von rund ein bis zwei Hektar Größe.

## Nahrung
Die Nahrung der Hörnchenbeutler setzt sich aus Insekten und Baumsäften zusammen. Sie jagen Käfer, Heuschrecken, Zweiflügler, Hautflügler, Fransenflügler, Schnabelkerfe, Schmetterlinge und Raupen, Spinnen und Pseudoskorpione auf den Bäumen, nagen aber auch die Rinde an, um die Baumsäfte aufnehmen zu können. Insekten und andere Gliederfüßer machen etwa 20 % ihrer Nahrung aus, 80 % besteht aus Pflanzensäften, z. B. die von Silber-Akazien (Acacia dealbata) und Acacia obliqua, sowie aus Honigtau.

## Fortpflanzung
Außer im Hochsommer (Januar, Februar) können Hörnchenbeutler zu jeder Jahreszeit gebären. Die meisten Jungtiere werden von April bis Juni oder von Oktober bis Dezember geboren. Mit rund 15 bis 17 Tagen ist ihre Tragzeit selbst für Beuteltiere sehr kurz, die Wurfgröße beträgt eins bis zwei. Weibchen haben vier Zitzen. Unmittelbar nach der Geburt wandern die Neugeborenen in den Beutel der Mutter, wo sie die nächsten 80 bis 93 Tage verbringen. Anschließend halten sie sich bis zu einem Alter von etwa 110 Tagen im Nest der Gruppe auf, bevor sie die ersten Streifzüge unternehmen. Weibchen verlassen die Eltern mit einem Alter von 10 Monaten, Männchen bleiben noch 5 Monate länger. Die Geschlechtsreife tritt mit rund zwei Jahren ein.

## Bedrohung
Erstmals wurden diese Tiere im 19. Jahrhundert in der Nähe von Melbourne gesichtet. Nachdem es nach 1909 jahrzehntelang keine Funde gab, hielt man sie bereits für ausgestorben, ehe sie 1961 im östlichen Victoria wiederentdeckt wurden.
Sie benötigen als Schlafplatz hohle oder abgestorbene Eukalyptusbäume. Diese fallen jedoch oft der menschlichen Rodungstätigkeit oder Buschfeuern zum Opfer, und da ein Baum rund 150 Jahre benötigt, um für Hörnchenbeutler geeignet zu sein, wirkt sich das drastisch auf die Population aus.
Schätzungen zufolge leben nur mehr 1100 bis 11.000 Tiere in einem kleinen Gebiet, weitere Rodungen lassen einen weiteren Populationsrückgang und eine Zerstückelung des Verbreitungsgebietes befürchten. Die IUCN listet die Art als vom Aussterben bedroht.
Da es als wahrscheinlich gilt, dass die inzwischen zum Erhalt der Art erfolgten Änderungen in der Waldbewirtschaftung früher erfolgt wären, wenn die Art nicht verfrüht als ausgestorben eingestuft worden wäre, wird der Hörnchenbeutler als Beispiel für den Romeo-Irrtum genannt.

## Belege
1. 1 2 3 4 5 6  Stephen Jackson: Family Petauridae (Striped Possums, Leadbeater's Possum and Lesser Gliders). S. 562 in Don E. Wilson, Russell A. Mittermeier: Handbook of the Mammals of the World – Volume 5. Monotremes and Marsupials. Lynx Editions, 2015, ISBN 978-84-96553-99-6. Seite 560.
2. ↑  Gymnobelideus leadbeateri in der Roten Liste gefährdeter Arten der IUCN 2006. Eingestellt von: Australasian Marsupial & Monotreme Specialist Group, 1996. Abgerufen am 25. Dezember 2018.
3. ↑  H.R. Akçakaya, David A. Keith, Mark Burgman, Stuart H.M. Butchart, Michael Hoffmann, Helen M.Regan, Ian Harrison, Elizabeth Boakes: Inferring extinctions III: A cost-benefit framework for listing extinct species. In: Biological Conservation. Band 214, Oktober 2017, S. 336–342, doi:10.1016/j.biocon.2017.07.027.